# Rapax
Pour plus de détails, voir Fiche technique et Distribution.
Rapax est un film français de Jean Faber et Paul Garbagni, sorti en 1922.

## Fiche technique
- Titre : Rapax
- Réalisation : Jean Faber et Paul Garbagni
- Scénario : Jean Faber et Paul Garbagni
- Pays de production : France
- Format : Noir et blanc - 1,33:1 - Film muet
- Date de sortie : 1er septembre 1922

## Distribution
- Violette Jyl : Simone, marquise d'Armentières
- Simone Genevois : Jeanne d'Armentières
- Lucien Cazalis : Népomucène Pistol
- Albert Mayer : Paramine
- Lise Hestia : La baronne de Santa Canobia
- Paul Amiot : Georges Castillon
- Luc Dartagnan : Luigi
- Maurice de Canonge
- Fernand Mailly